# صوفی‌گری
صوفیگری عنوان یکی از کتاب‌های احمد کسروی است که در نقد تصوف و عرفان و صوفیان ایرانی از جمله مولوی، سعدی و حافظ نگاشته‌است.
کسروی یکی از جدی‌ ترین منتقدان تصوف و عرفان با تأکید بر خرد بود. در اوایل دهه ۱۹۴۰ میلادی ، او چندین رساله کوتاه در نقد تصوف و مخالفتش با تصوف نوشت که مهم‌ ترین آنها صوفی‌گری (۱۹۴۳ میلادی) ، در پیرامون ادبیات (۱۹۴۳ میلادی) و حافظ چه می‌گوید (۱۹۴۲ میلادی) بود. این آثار به صورت موجز و خلاصه به همراه ماهیت عوام‌ پسندانه و فاقد روش‌ های تحلیلی و خبره‌ گرایی بود. او در کتاب «در پیرامون اسلام» تصدیق کرد که مثنوی مولوی را نخوانده بود و فقط «خرده‌های و ذراتی را در اینجا و آنجا» دیده بود. محمد امینی ، کتب صوفی‌گری و بهائی‌گری کسروی را بی‌پایه‌ ترین آثار پژوهشی وی می‌داند ، به اعتقاد او علت نگارش آن‌ها صرفاً این بوده که کسروی می‌خواسته به شیعیان نشان دهد تنها با تشیع به ستیز برنخاسته است.

## واکنش جامعه
به نوشته محمد امینی، پس از ترور احمد کسروی، هنگامی که بستگان کسروی، جسد او را به گورستان ظهیرالدوله در شمیران (نزدیک تهران) بردند، با ممانعت سرپرست صوفی قبرستان از دادن اجازه برای دفن او و منشی‌اش به خاطر افکار و اعمال ضد صوفیانه کسروی مواجه گشتند.